# Bengalen (Präsidentschaft)

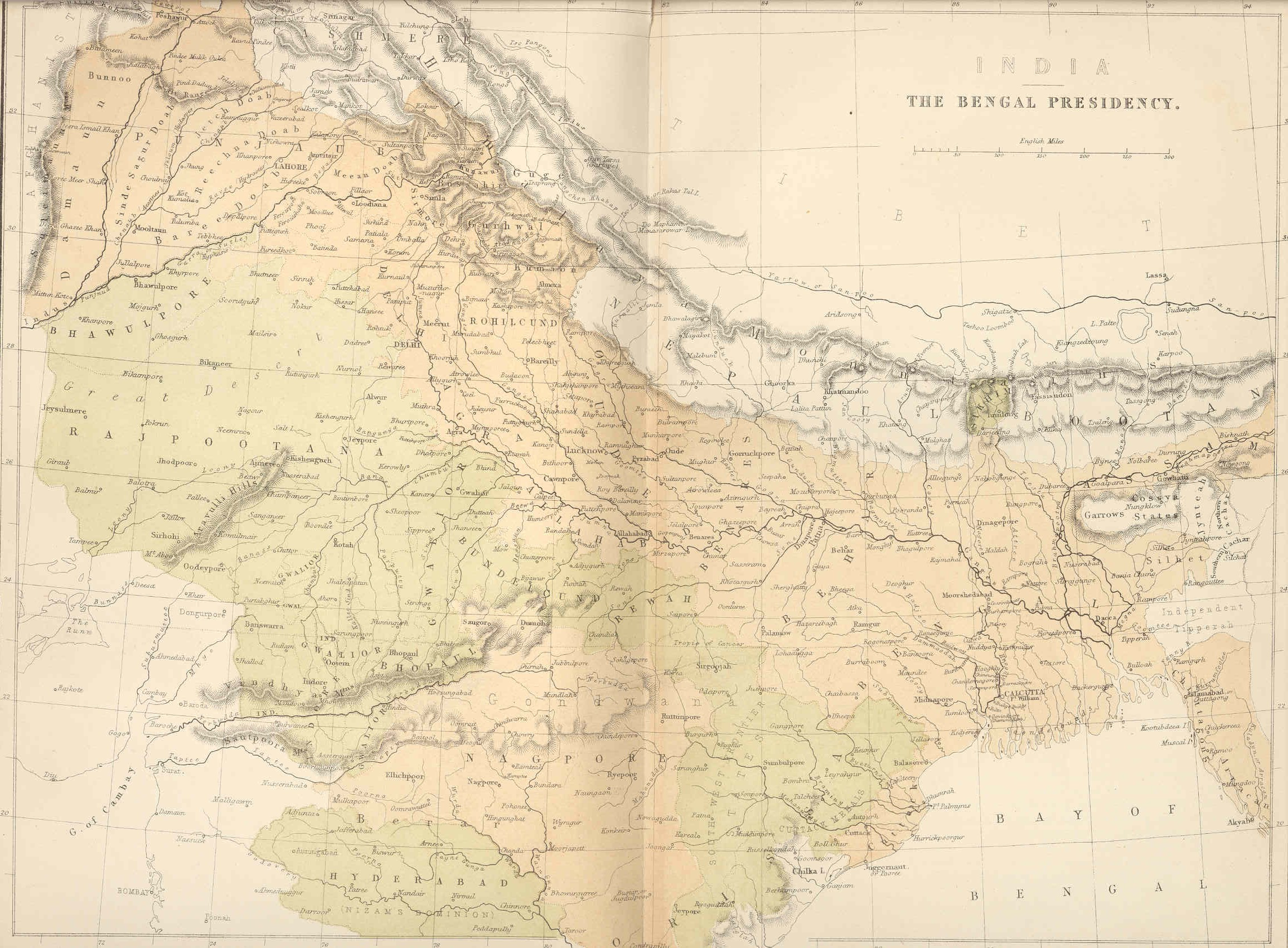
Ausdehnung der Präsidentschaft Bengalen in einer historischen Karte im Jahr 1858

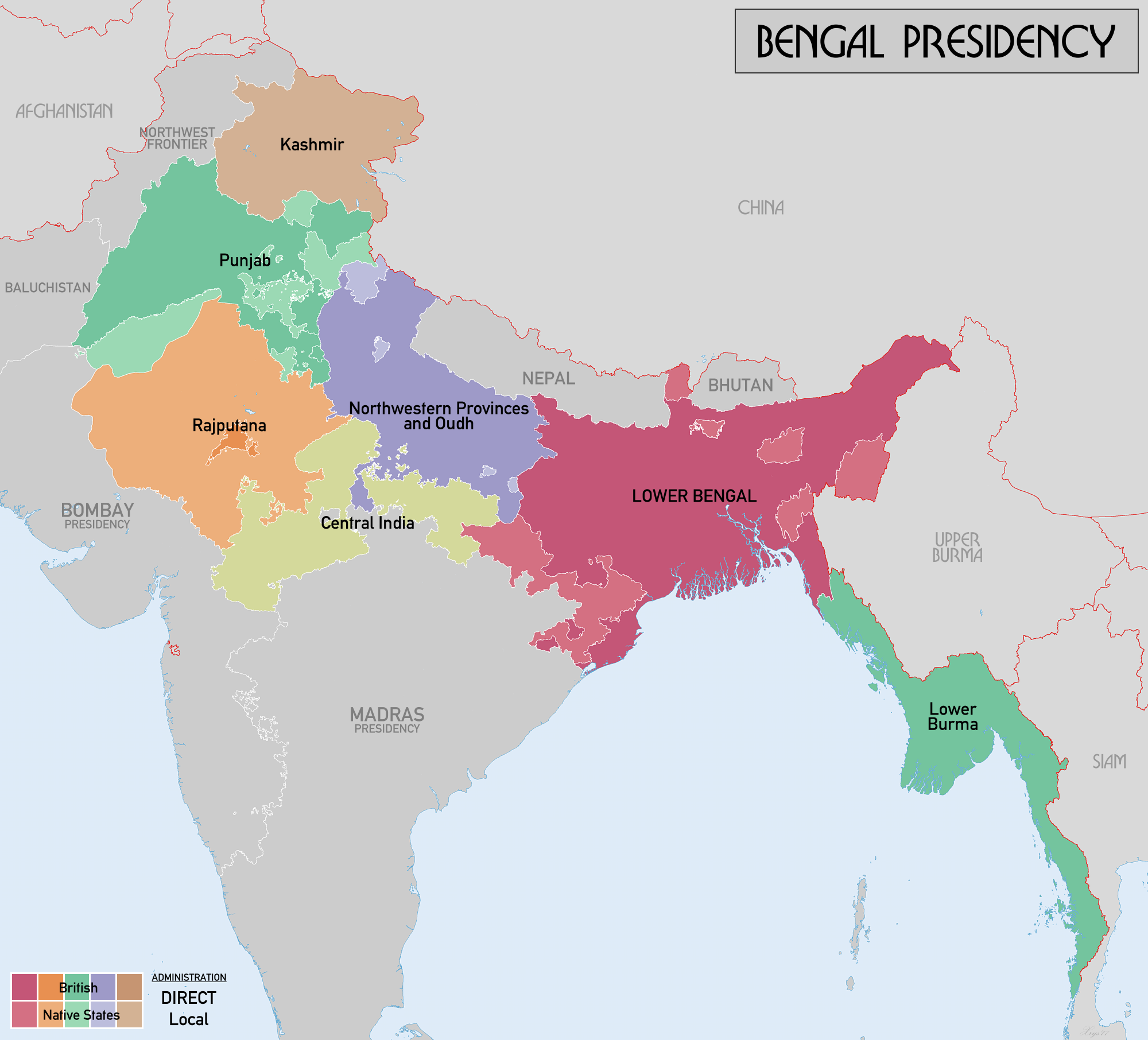
Gliederung der Präsidentschaft Bengalen in einer modernen Karte (1858)

Die Präsidentschaft Bengalen (englisch: Bengal Presidency) war neben der Präsidentschaft Bombay und der Präsidentschaft Madras eine der drei Verwaltungseinheiten Britisch-Indiens.

## Geographie
Die Präsidentschaft Bengalen mit der Hauptstadt Kalkutta umfasste hauptsächlich den östlichen Teil des indischen Subkontinents und erstreckte sich auf dem Gebiet des heutigen Bangladesch sowie der folgenden indischen Bundesstaaten: Westbengalen, Assam, Bihar, Orissa, Uttar Pradesh, Uttarakhand, Punjab, Haryana, Himachal Pradesh sowie Teile von Chhattisgarh, Madhya Pradesh, Maharashtra, der pakistanischen nordwestlichen Grenzprovinz und Burmas. Penang und Singapur gehörten ebenfalls zur Präsidentschaft Bengalen, bis sie 1867 der Kronkolonie Straits Settlements angegliedert wurden.

## Geschichte
Die Präsidentschaft Bengalen wurde 1684 gegründet und von der East India Company verwaltet, bis sie 1858 der britischen Krone einverleibt wurde. Der Regierungssitz befand sich in der Festung Fort William in Kalkutta. Im Jahr 1877 erhielt Königin Victoria den Titel Kaiserin von Indien, und die Briten erklärten Kalkutta zur Hauptstadt der „Kronkolonie Indien“. Am 16. Oktober 1905 wurde Indiens bevölkerungsreichste Provinz Bengalen (eine der aktivsten im Befreiungskampf) von den Briten aus verwaltungstechnischen Gründen geteilt – in einen westlichen Landesteil einschließlich Bihars und Orissas mit überwältigender Hindu-Mehrheit und einen östlichen Landesteil einschließlich der Provinz Assam mit deutlicher muslimischer Mehrheit. Indische Nationalisten sahen diese Teilung als ein Mittel der britischen Kolonialherren, Zwietracht unter der bengalischen Bevölkerung zu säen, die in Sprache und Geschichte immer eine Einheit gebildet hatte. Nach mehreren gewalttätigen Unruhen revidierten die Engländer die Teilung Bengalens im Jahr 1912 und führten die bengalischsprachigen Gebiete als Provinz Bengalen bis 1947 fort.